# 6169 Sashakrot
A 6169 Sashakrot (ideiglenes jelöléssel 1981 EX4) a Naprendszer kisbolygóövében található aszteroida. Schelte J. Bus fedezte fel 1981. március 2-án.